# 神探與羅蘋
《神探與羅蘋》（法語：Victor, de la Brigade mondaine）是1933年法國偵探小說，屬於莫理斯·盧布朗的亞森·羅蘋系列小說之一。敘述資深的便衣警探維克多與怪盜亞森·羅蘋過招的故事。
本作於1933年6月17日至1933年7月15日間在《巴黎晚報》連載。1933年9月由Éditions Pierre Lafitte出版。

## 改編作品
- 1971年，電視劇《亞森·羅蘋》第一季第二集。